# پرالس
پرالس (به اسپانیایی: Perales) یک شهرستان در اسپانیا است که در استان پالنسیا واقع شده‌است.

## خصوصیات
پرالس ۲۷ کیلومترمربع مساحت و ۱۰۷ نفر جمعیت دارد.